# Поусат
Поусат (кхмер. ខេត្តពោធិ៍សាត់) — провінція в західній частині Камбоджі.

## Географія
Площа провінції становить 12 692 км². Розташована на територіях між озером Тонлесап і північним краєм Кардамонових гір. Річка Поусат поділяє провінцію навпіл. Межує з провінціями: Сіємреап (на північному сході), Кампонгтхом і Кампонгчнанг (на сході), Кампонгспи (на південному сході), Кахконг (на півдні) й Баттамбанг (на північному заході), а також із Таїландом (на заході).
Поусат — одна з 9 провінцій, що входять до складу біосферного резерватору Тонлесап. У північно-східній частині провінції розташована невелика частина озера Тонлесап.

## Демографія
Динаміка чисельності населення провінції за роками:
| 1998    | 2005    | 2008    | 2013    |
| ------- | ------- | ------- | ------- |
| 360 445 | 428 173 | 397 161 | 409 235 |

## Адміністративний поділ
Провінція поділяється на 6 округів, які у свою чергу поділяються на 49 комун і 501 село.
| Код  | Назва        | Оригінал |
| ---- | ------------ | -------- |
| 1501 | Бакан        | បាកាន      |
| 1502 | Кандієнг     | កណ្ដៀង     |
| 1503 | Кракор       | ក្រគរ     |
| 1504 | Пхнумкраванх | ភ្នំក្រវាញ   |
| 1505 | Самповмеас   | សំពៅមាស     |
| 1506 | Веалвеаєнг   | វាលវែង     |